# Прем'єр-міністр Республіки Сербської
Прем'єр-міністр Республіки Сербської — очільник Уряду Республіки Сербської. Він керує урядом і веде його засідання, представляє Республіку Сербську в Боснії і Герцеговині та на міжнародній арені.

## Метод обрання
Прем'єр-міністра обирають відповідно до Конституції Республіки Сербської. Кандидатуру пропонує президент Республіки після консультацій з депутатами Скупщини (парламенту). Потім прем'єр-міністра вибирають простою більшістю депутатських голосів. Зазвичай уряд очолює представник правлячої партії.

## Список прем'єр-міністрів
Партійна приналежність:
- СДС — Сербська демократична партія
- СНСД — Союз незалежних соціал-демократів
- ПДП — Партія демократичного прогресу

| Пор. номер | Портрет | Прізвище (нар. -пом.)      | Час на посаді     | Час на посаді     | Партія     |
| ---------- | ------- | -------------------------- | ----------------- | ----------------- | ---------- |
| 1          |         | Бранко Джерич (1948–)      | 22 квітня 1992    | 20 січня 1993     | СДС        |
| 2          |         | Владимир Лукич (1933–)     | 20 січня 1993     | 18 серпня 1994    | СДС        |
| 3          |         | Душан Козич (1958–)        | 18 серпня 1994    | 16 жовтня 1995    | СДС        |
| 4          |         | Райко Касагич (1942–)      | 16 жовтня 1995    | 18 травня 1996    | СДС        |
| 5          |         | Гойко Кличкович (1955–)    | 18 травня 1996    | 31 січня 1998     | СДС        |
| 6          |         | Мілорад Додік (1959–)      | 31 січня 1998     | 16 січня 2001     | СНСД       |
| 7          |         | Младен Іванич (1958–)      | 16 січня 2001     | 17 січня 2003     | ПДП        |
| 8          |         | Драган Мікеревич (1955–)   | 17 січня 2003     | 17 лютого 2005    | ПДП        |
| 9          |         | Перо Букейлович (1946–)    | 17 лютого 2005    | 28 лютого 2006    | СДС        |
| 10         |         | Мілорад Додік (1959–)      | 28 лютого 2006    | 15 листопада 2010 | СНСД       |
| в.о.       |         | Антон Касипович (1956–)    | 15 листопада 2010 | 29 грудня 2010    | незалежний |
| 11         |         | Александар Джомбич (1968–) | 29 грудня 2010    | 12 березня 2013   | СНСД       |
| 12         |         | Желька Цвиянович (1967–)   | 12 березня 2013   | 15 листопада 2018 | СНСД       |
| в.о.       |         | Сребренка Голич (1958–)    | 15 листопада 2018 | 18 грудня 2018    | СНСД       |
| 13         |         | Радован Вишкович (1964–)   | 18 грудня 2018    | на посаді         | СНСД       |